# 노보로시야현

노보로시야현의 국장

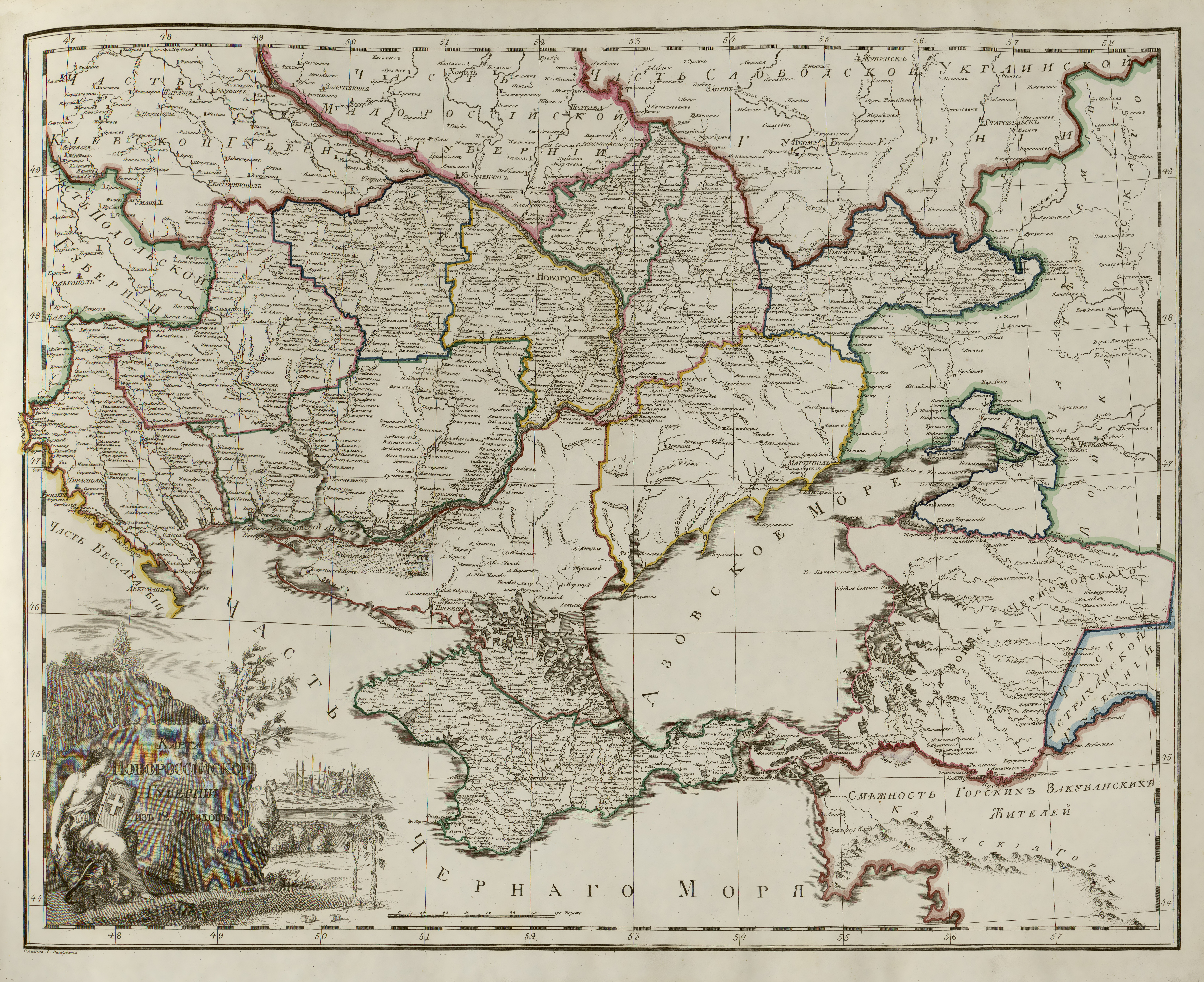
노보로시야현의 지도

노보로시야현(러시아어: Новороссийская губерния)은 1796년부터 1802년까지 존재했던 러시아 제국의 현으로 현도는 예카테리노슬라프(현재의 드니프로)이다. 현재의 우크라이나 남부에 걸쳐 있었다. 1802년 예카테리노슬라프현, 타브리다현, 니콜라예프현(헤르손현)으로 분리되면서 폐지되었다.